# Parafia Przemienienia Pańskiego w Kodymie
Parafia Przemienienia Pańskiego w Kodymie – rzymskokatolicka parafia znajdująca się w diecezji odesko-symferopolskiej w dekanacie Bałta, na Ukrainie.

## Historia
Murowany kościół pw. Przemienienia Pańskiego wybudowano w latach 1835 – 1850. Zastąpił on drewnianą świątynię powstałą w czasach, gdy miasto jeszcze należało do Rzeczypospolitej. W 1883 parafia liczyła 1658 wiernych (miasto miało wtedy 1200 mieszkańców). Kościół został znacjonalizowany po rewolucji październikowej. Ostatni proboszcz kodymski ks. Antoni Skalski (stryj późniejszego gen. bryg. Stanisława Skalskiego) został aresztowany przez NKWD 23 stycznia 1930. Przeszedł przez ciężkie więzienia w wyniku czego stracił wszystkie palce u nóg. 15 września 1932 przybył do Polski na drodze wymiany więźniów. Później administrator parafia św. Teresy od Dzieciątka Jezus w Białowieży. W 1947 dawny budynek kościoła władze przekazały Cerkwi Prawosławnej. Po ogłoszeniu niepodległości przez Ukrainę został on definitywnie przerobiony na cerkiew Patriarchatu Moskiewskiego.

## Czasy współczesne
Duszpasterstwo katolickie powróciło do Kodymy w 2007. Rok później biskup odesko-symferopolski Bronisław Bernacki erygował parafię Matki Bożej z Lourdes (później, gdy odkryto źródła historyczne powrócono do przedrewolucyjnego wezwania Przemienienia Pańskiego). W 2011 zakupiono chatę, którą przerobiono na kaplicę. Od 2013 trwa budowa nowego kościoła.